# Momento angular orbital da luz
O momento angular orbital da luz (MAO) é o componente do momento angular de um feixe de luz que depende da distribuição espacial do campo, e não da polarização. Ele pode ser dividido em um MAO interno e um MAO externo. O MAO interno é um momento angular independente da origem de um feixe de luz que pode ser associado a uma frente de onda helicoidal ou torcida. O MAO externo é o momento angular dependente da origem que pode ser obtido como produto vetorial da posição do feixe de luz (centro do feixe) e seu momento linear total.

## Expressões matemáticas para o momento angular orbital da luz

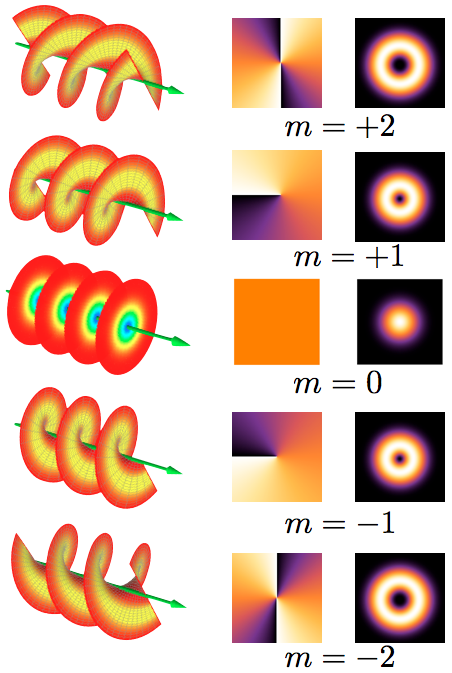
Diferentes colunas mostram as estruturas helicoidais do feixe, frentes de fase e distribuições de intensidade correspondentes.

A expressão clássica do momento angular orbital no limite paraxial é a seguinte:{\displaystyle \mathbf {L} =\epsilon _{0}\sum _{i=x,y,z}\int \left(E^{i}\left(\mathbf {r} \times {\boldsymbol {\nabla }}\right)A^{i}\right)d^{3}\mathbf {r} ,}onde {\displaystyle \mathbf {E} } e {\displaystyle \mathbf {A} } são o campo elétrico e o potencial vetorial, respectivamente, {\displaystyle \epsilon _{0}} é a permissividade do vácuo e estamos usando unidades SI. Os símbolos {\displaystyle i}-sobrescritos denotam os componentes cartesianos dos vetores correspondentes.
Para uma onda monocromática esta expressão pode ser transformada na seguinte:{\displaystyle \mathbf {L} ={\frac {\epsilon _{0}}{2i\omega }}\sum _{i=x,y,z}\int \left({E^{i}}^{\ast }\left(\mathbf {r} \times \mathbf {\nabla } \right)E^{i}\right)d^{3}\mathbf {r} .}Esta expressão geralmente não desaparece quando a onda não é cilindricamente simétrica. Em particular, numa teoria quântica, os fotons individuais podem ter os seguintes valores do MAO:{\displaystyle \mathbf {L} _{z}=m\hbar .}As funções de onda correspondentes (funções próprias do operador MAO) têm a seguinte expressão geral:{\displaystyle \langle \mathbf {r} |m\rangle \propto e^{im\phi }.}onde {\displaystyle \phi } é a coordenada cilíndrica. Como mencionado na introdução, esta expressão corresponde a ondas com frente de onda helicoidal (ver figura acima), com um vórtice óptico no centro, no eixo do feixe.